# (24024) Lynnejohnson
(24024) Lynnejohnson est un astéroïde de la ceinture principale d'astéroïdes.

## Description
(24024) Lynnejohnson est un astéroïde de la ceinture principale d'astéroïdes. Il fut découvert le 9 septembre 1999 à Socorro (Nouveau-Mexique) par le projet LINEAR. Il présente une orbite caractérisée par un demi-grand axe de 2,43 UA, une excentricité de 0,16 et une inclinaison de 7,6° par rapport à l'écliptique.

## Compléments